# チャンピオンシップロードランナー
『チャンピオンシップロードランナー』 (Championship Lode Runner)はコンピューターゲームで、アクションパズルゲーム『ロードランナー』（1983年）の続編である。オリジナルはアメリカ合衆国のブローダーバンド社からApple II対応ソフトとして発売された。
日本では、1985年からファミリーコンピュータ (発売元:ハドソン) やSG-1000 (発売元:セガ)、MSX (発売元ソニー)、国産パソコン各機種（発売元:システムソフト、ソフトプロ）に移植された。またWiiとWii Uのバーチャルコンソールでファミリーコンピュータ版が配信されている。

## 概要
穴を掘りロボットを埋め、画面内にある全ての金塊を回収するアクションパズルゲームである。アクション性よりも、むしろ消したブロックの復活のタイミングや
ロボットの動きを正確に理解した上で、難解パズルを解いていくのがメイン。画面も1画面完結でないため、隅々まで金塊を捜す必要があり、金塊を全て回収しても、別の画面へ移動してゴールを見つけなければクリアできない。ロードランナーの上級編で、システムやルール、パッケージイラストは前作と同じである。
BGMはないが、効果音でBGMに近い音を出している。
ステージ31はノーヒントによる攻略はほぼ不可能であり、別冊ファミリーコンピュータ必勝本1の攻略記事で、「こんなものはパズルなんかじゃない」と述べられる。これらのステージはロードランナーの作者であるダグ・スミスのところに全世界から投稿されてきた難易度の高いステージが採用されている。ダグ・スミスによると、全50ステージのうち、日本人からの投稿は25ステージ。さらにその中の10ステージは当時のアスキー編集部の人間の投稿だった。
ファミリーコンピュータ版発売当時、早解コンテストが催され、ステージ11～ステージ50までのパスワードを全て送ると、HUDSONチャンピオンシップロードランナー審査委員会から「チャンピオンカード」というゴールドの認定証が発行された。この認定番号は、早くクリアしたほど番号が若く、当時ハドソン社員だった高橋名人の番号は39050番である（mixiにおける2008年12月5日の高橋の日記）。また、全部で50ステージがあり、最初の10ステージは好きな順番でクリアできる。それ以降は1ステージクリアするごとに次のステージのパスワードが表示され、順にクリアしていかなければならない。パスワードはブロックなどの絵で描かれており、全てのパスワードをまとめると、最終ステージ50のマップになっている（ファミコン版のみ）。
なお、チャンピオンカードは50ステージ全てをクリアしたことを証明するものとされ、各ステージのパスワードを送ることが条件だが、ステージ50をクリアしてもパスワードは表示されず審査の対象外だったため、実際はステージ49までクリアすれば貰う事が出来た。
各種PC版においても、各発売元ごとに同様の認定証キャンペーンは行われていた。
Apple版のデモ画面は作者ダグ・スミスのプレイを収録したものである。

## 移植版
| No. | タイトル                                                    | 発売日         | 対応機種                                                    | 開発元           | 発売元           | メディア                              | 型式         | 売上本数 | 備考                                                                   |
| --- | ----------------------------------------------------------- | -------------- | ----------------------------------------------------------- | ---------------- | ---------------- | ------------------------------------- | ------------ | -------- | ---------------------------------------------------------------------- |
| 1   | CHAMPIONSHIP LODE RUNNER                                    | 1984年         | Atari 8ビット・コンピュータ コモドール64 VIC-20 ZX Spectrum | ブローダーバンド | ブローダーバンド | フロッピーディスク                    | -            | -        |                                                                        |
| 2   | チャンピオンシップロードランナー                            | 1985年4月17日  | ファミリーコンピュータ                                      | ハドソン         | ハドソン         | ロムカセット                          | HFC-CR       | -        |                                                                        |
| 3   | チャンピオンシップロードランナー                            | 1985年         | SG-1000                                                     | コンパイル       | セガ             | ロムカセット                          | C-55         | -        |                                                                        |
| 4   | チャンピオンシップロードランナー                            | 1985年10月     | PC-9801                                                     | ブローダーバンド | システムソフト   | フロッピーディスク                    | -            | -        |                                                                        |
| 5   | チャンピオンシップロードランナー                            | 1985年         | SMC-777                                                     | ブローダーバンド | ソニー           | フロッピーディスク                    | -            | -        |                                                                        |
| 6   | チャンピオンシップロードランナー                            | 1985年         | SG-1000                                                     | コンパイル       | セガ             | マイカード                            | C-57         | -        | -                                                                      |
| 7   | チャンピオンシップロードランナー                            | 1986年3月      | X1                                                          | ブローダーバンド | ソフトプロ       | フロッピーディスク カセットテープ     | -            | -        | -                                                                      |
| 8   | チャンピオンシップロードランナー                            | 1986年3月21日  | MSX                                                         | コンパイル       | ソニー           | ロムカセット                          | HBS-G047C    | -        |                                                                        |
| 9   | チャンピオンシップロードランナー                            | 1986年6月      | PC-8801                                                     | ブローダーバンド | システムソフト   | フロッピーディスク                    | -            | -        |                                                                        |
| 10  | ハドソンベストコレクション Vol.2 ロードランナーコレクション | 2005年12月22日 | ゲームボーイアドバンス                                      | ハドソン         | ハドソン         | ロムカセット                          | AGB-P-B72J   | -        | ファミリーコンピュータ版の移植,「ロードランナー」同時収録              |
| 11  | ロードランナー                                              | 2006年10月26日 | ニンテンドーDS                                              | ハドソン         | ハドソン         | DSカード                              | NTR-ALRJ-JPN | -        | ファミリーコンピュータ版の移植+アレンジ移植,「ロードランナー」同時収録 |
| 12  | チャンピオンシップ・ロードランナー                          | 2009年10月27日 | Wii                                                         | ハドソン         | ハドソン         | ダウンロード （バーチャルコンソール） | -            | -        | ファミリーコンピュータ版の移植                                         |
| 13  | チャンピオンシップ・ロードランナー                          | 2015年7月8日   | Wii U                                                       | ハドソン         | KDE              | ダウンロード （バーチャルコンソール） | -            | -        | ファミリーコンピュータ版の移植                                         |

ファミリーコンピュータ版
- 前作と比較するとマップサイズが大きく、左右のみならず上下にもスクロールする。ポーズ中、画面をスクロールできる。
- 前作では敵の配置数が最大３体までであったのが、本作では最大５体まで出現するようになった。ステージによっては全く出現しないステージも存在する（ステージ23など）。
- 前作ではレンガを掘った穴が埋まる直前にもう一度掘ると透明になったり、掘った穴の下のはしごからランナーが背中を向けて静止している状態で埋まるのを待つと、そのレンガはすり抜けられるようになるバグ技があったが本作では修正され実行することはできなくなり、特に後者の場合は本作で行うと死ぬことになる。
- レンガを掘ってから埋まるまでの時間が前作と比較して少し長い（約2.5秒程度）[3]。
- タイトルBGMはステージクリアBGMと同じ曲。また前作にあった、ステージクリア時にランナーが汗をふく演出は本作にはない。
- また同じく前作で特定条件で出現するボーナスアイテムは本作には登場しない。
- なお2006年に発売されたニンテンドーDS版ではステージクリア時にランナーが汗をふく演出やボーナスアイテムが復活している。またオプション設定により上記の「埋まる直前のレンガバグ」が可能か不可能かを設定できるようになっている。
- ニンテンドーDS版ではステージセレクトは一度でもクリアしたことがあれば自由に選択可能だが、未クリア状態だとそのステージまでしか選択できない（＝例として最初からいきなり最終ステージ50を選択する等）。
- パッケージには、初心者の購入を避けるため「警告! ロードランナー未経験者お断り!」と表記されている。
- ステージ1は、オリジナルApple II版のデモステージに差し替わっており、オリジナル版のステージ1（金塊でHELLOと書かれている面）は収録されていない。

PC-8801版
- Apple版より画面の横キャラクタ数が少なくなっている。（横26×縦16サイズ）

PC-9801版
- PC-8801版と同様、Apple版に比べて画面の横キャラクタ数が少なくなっている。（横26×縦16サイズ）
- また、PC-88、PC-98版ともに、金塊を全部取り終わって脱出用ハシゴが出現すると、画面下部にメッセージが表示される。このメッセージはステージ毎に異なっている。例えば、デモステージは「GOOD LUCK」、ステージ1は「HELLO AND WELCOME」、ステージ2は「MUSIC MAESTRO」、ステージ3は「LADDERS GALORE」など。

FM-7版
- FD版。Apple版より画面の縦横キャラクタ数が少なかった（横26×縦15サイズ）のに伴い、敵ロボットのアルゴリズムも若干変更されている。

SG-1000版
- 画面の縦横キャラクター数は、Apple版と同じ（横28×縦16サイズ）。ステージ１からステージ50の内の幾つかはセガ版のオリジナルに差し替えられている。
- 説明書の３ページ目はキャラクター紹介になっており、説明によると、主人公は銀河パトロール隊員で、名前はキーンである。以下は、その全文である（原文ママ）。

「バンゲリング帝国。そこは、金に狂った権力者達の集まりだった。彼らは、民衆への苛酷な重税によって、莫大な金塊を貯えていた。銀河パトロール隊員　キーンとしてのキミの任務は、その金塊を全て取り返し、貧しい民衆の生活を救うことにある。金塊は、50のブロックルームに、侵入者を避けて巧妙に収められている。しかも、見張りの衛兵の追跡は厳しい。レーザーガンでブロックを砕いて、衛兵を落とし入れ、キミの任務を遂行しよう！」
因みに、前作『ロードランナー』の説明書にはキャラクター紹介ページは無く、主人公は「プレイヤー」、敵キャラは「敵」と表記されている。
- 両作品のパッケージ絵は同じ物が使われており、主人公（と思われる人物）も同一人物である。しかし、『ロードランナー』のパケ絵では、その人物は向かって右を向いているが、本作のパッケージでは向かって左向きである。しかも、後者の服の左腕のマークは、前者の服の右腕のマーク（アルファベットのRがデザインされている）の左右逆の形になっている。
- ステージ1をクリアするとステージ2のパスワードが表示される。パスワードは8個のアルファベット大文字と数字と記号で構成されており、以後も同様に、ステージクリアすると次のステージのパスワードが表示される。ステージ50をクリアすると、デモ用のステージ51のパスワードが表示され、エンディング画面のメッセージが表示されて終了となる。
- ステージ51はファミリーコンピュータ版のステージ1と同じ内容であり、デモプレイでもクリアまでの手順が見られるようになっている。しかしスタッフのミスにより一部のコンクリートブロックの部分を間違ってレンガブロックとしてエディットしてしまったため、デモプレイのように敵のロボットを誘導せずに普通にブロックを掘って攻略する事が可能になってしまっている。
- セガ版の前作には、レンガの上から右側に飛び降りる瞬間、左側を掘ると、そのレンガを掘る事が出来てしまうというバグが存在したが、セガ版の本作には無い。
- 各ステージの画面下にタイトルが表示されている。エディットモードでも好きなタイトルを作成できる。

セガ版だけのオリジナル要素である。
- 前作とは異なりBGMが付いている。タイトル画面、プレイ中、ミスをした時、面クリア、ゲームオーバー、の5曲。

ステージ50をクリアした後のエンディング画面の曲はタイトル画面の曲と同じである。
- ゲームのスピード調節が5段階で可能。ポーズ中に変更できる。標準はスピード3。スピード1だと速く、スピード5だと遅くなる。主人公の動きだけでなく、衛兵の動きやブロックの破壊・復元のスピードも変わり、破壊から復元までの時間も変わる。つまり、プレイ中の時間のスピードを調節出来る。
- ポーズすると、画面下部にコマンド画面が現れる。ここでスピード調節とアボート（身動きが取れなくなった時や、クリア出来ない時に自殺する）が可能。
- キーボードなしでもステージが作成出来るようになった。

X1版
- テープ版およびFD版。FM-7版同様、画面の縦横キャラクタ数が少なかった（横26×縦15サイズ）ことに伴い、敵ロボットのアルゴリズムも若干変更されている。
- キャラクターグラフィックにカラー3色が用いられており、他機種版より多少カラフルであった。

MSX版
- 開発担当はコンパイル。Apple版同様の画面構成（横28×縦16サイズ）を再現している。
- タイトル画面の造りやキャラクター、文字と数字と記号のフォントはセガ版と同じ。
- ROM版、全60ステージ（Apple版50ステージからの抜粋40ステージ、オリジナルステージ20）。また、カラーチェンジ機能が搭載され、ブロックの色を変えられた。
- セガ版と異なり、BGMは無い。サウンドのONとOFFを切り替え可能。
- セガ版と異なり、各ステージの画面下にタイトルは表示されない。
- セガ版と異なり、エディットモードは無い。
- セガ版と同じく、5段階にスピード調節が可能。
- ESCキーを押すとポーズ（一時停止）画面になる。
- ポーズすると、画面下部にコマンド画面が現れる。Cでカラーチェンジ、SでサウンドON／OFF、LとHでスピード調節、Aでアボート（身動きが取れなくなった時や、クリア出来ない時に自殺する）。
- ステージ1をクリアするとステージ2のパスワードが表示される。パスワードはセガ版と同じく、8個のアルファベット大文字と数字と記号で構成されており、対応するステージは異なるが、セガ版と同じパスワードもある。ちなみに、ステージ2のパスワードはセガ版と同じである。以後も同様に、ステージクリアすると次のステージのパスワードが表示される。
- ステージ61はファミリーコンピュータ版のステージ1と同じ内容であり、デモプレイでもクリアまでの手順が見られるようになっている。しかしスタッフのミスにより一部のコンクリートブロックの部分を間違ってレンガブロックとしてエディットしてしまったため、デモプレイのように敵のロボットを誘導せずに普通にブロックを掘って攻略する事が可能になってしまっている。セガ版と全く同じミスである。

## スタッフ
ファミリーコンピュータ版
- プログラム：中本伸一
- 音楽：平野勇